# Alachosquilla floridensis
Alachosquilla floridensis är en kräftdjursart som först beskrevs av Manning 1962.  Alachosquilla floridensis ingår i släktet Alachosquilla och familjen Nannosquillidae. Inga underarter finns listade i Catalogue of Life.